# Tunisko na Letních olympijských hrách 2016
Tunisko se účastnilo Letní olympiády 2016.

## Medailisté
| Medaile | Jméno            | Sport     | Soutěž                  |
| ------- | ---------------- | --------- | ----------------------- |
| Bronz   | Inès Búbakríová  | Šerm      | Ženy fleret             |
| Bronz   | Marwa Amriová    | Zápas     | Ženy volný způsob 58 kg |
| Bronz   | Oussama Oueslati | Taekwondo | Muži 80 kg              |